# 航海杂志
《航海杂志》（英語：The Nautical Magazine）是英国出版的航海月刊，于1832年开始发行。该杂志最初由Simpkin，Marshall以及他们在伦敦的合作伙伴出版，名为《航海杂志：与一般海洋事务有关的论文期刊》，后来又改为《航海杂志和海军纪事》。从1891年起，雜誌名稱改为《航海杂志和皇家海军后备队杂志》，由Brown，Son还有Ferguson在格拉斯哥出版，2011年被《海风》杂志并购并更名。

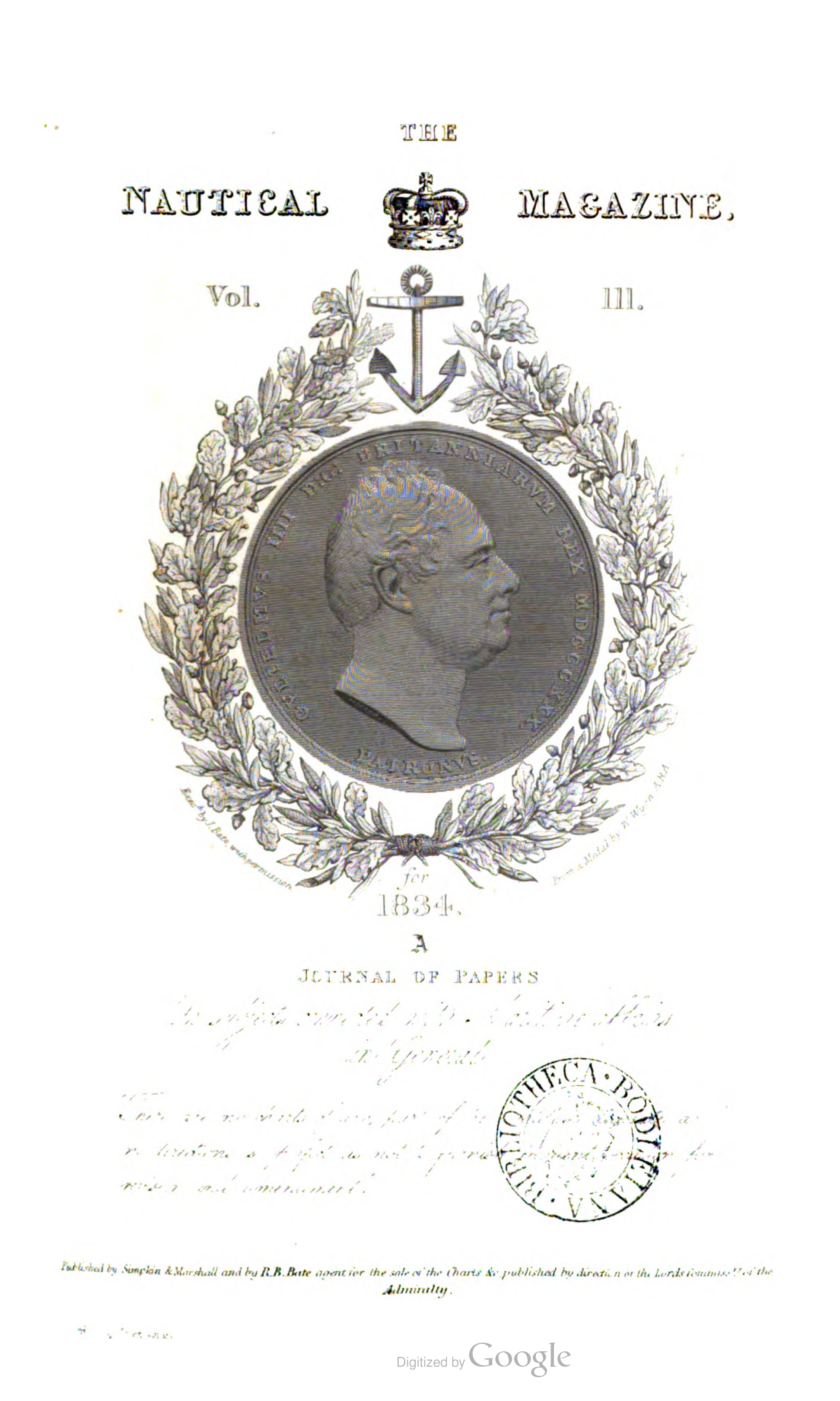
1834年卷的封面，带有国王威廉四世的肖像和简介

## 注解
1. ↑  英文名：The Nautical Magazine: A Journal of Papers on Subjects Connected with Maritime Affairs
2. ↑  英文名：The Nautical Magazine And Naval Chronicle
3. ↑  英文名：Nautical Magazine and Journal of the Royal Naval Reserve